# Burcei
Burcei ist eine italienische Gemeinde (comune) mit 2617 Einwohnern (Stand 31. Dezember 2023) in der Metropolitanstadt Cagliari auf Sardinien. Die Gemeinde liegt etwa 25,5 Kilometer nordöstlich von Cagliari. Burcei ist Teil des Parco Geominerario Storico ed Ambientale della Sardegna.

## Nachbargemeinden
Burceis Nachbargemeinden sind in alphabetischer Reihenfolge San Vito, Sinnai und Villasalto. Sie liegen alle in der Metropolitanstadt Cagliari.

## Verkehr
Durch die Gemeinde führt die Strada Statale 125 Orientale Sarda von Cagliari nach Palau.